# Heteropoda garciai
Heteropoda garciai là một loài nhện trong họ Sparassidae.
Loài này thuộc chi Heteropoda. Heteropoda garciai được Alberto Barrion & James A. Litsinger miêu tả năm 1995.